# Volga GAZ-31029

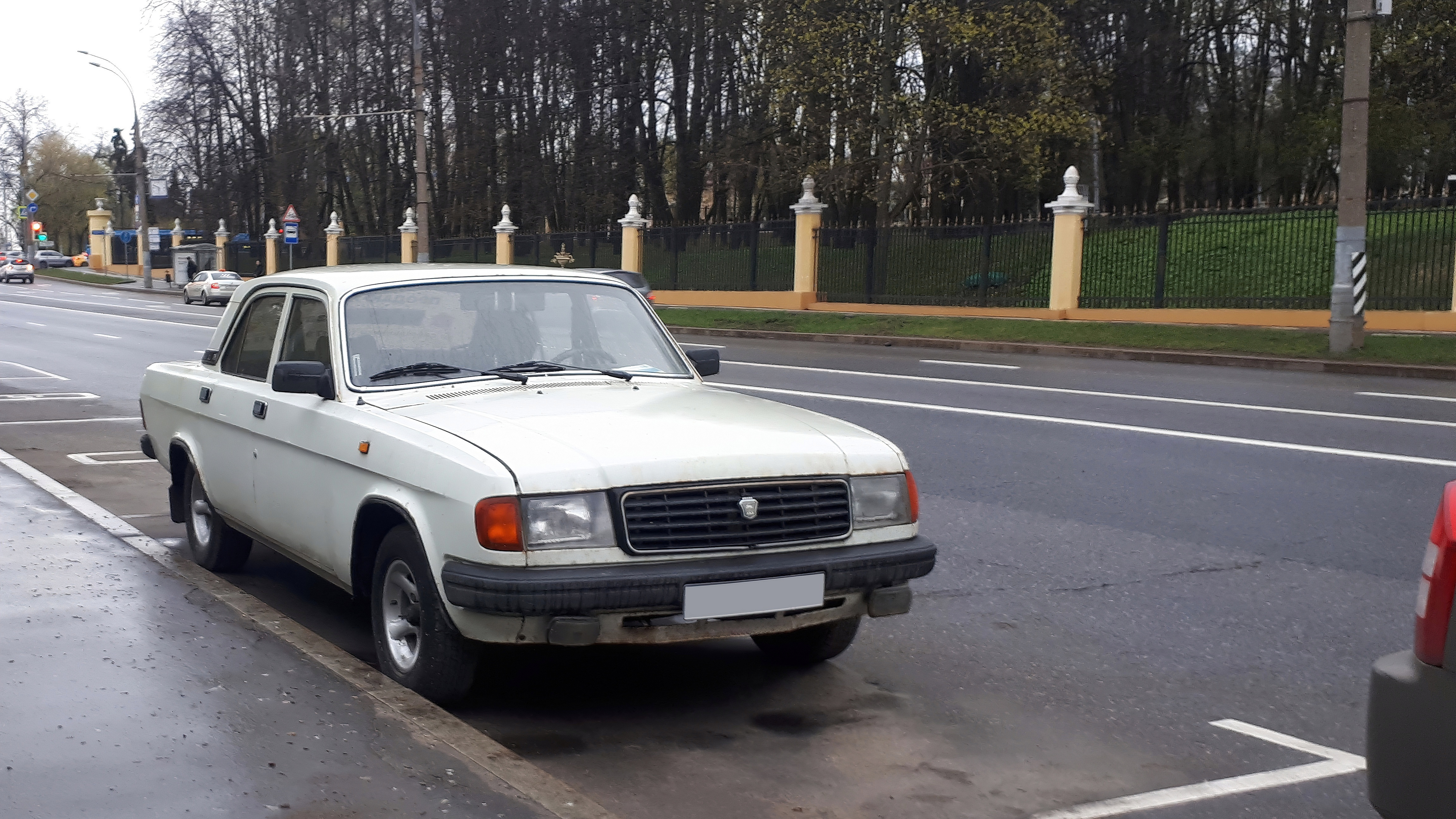

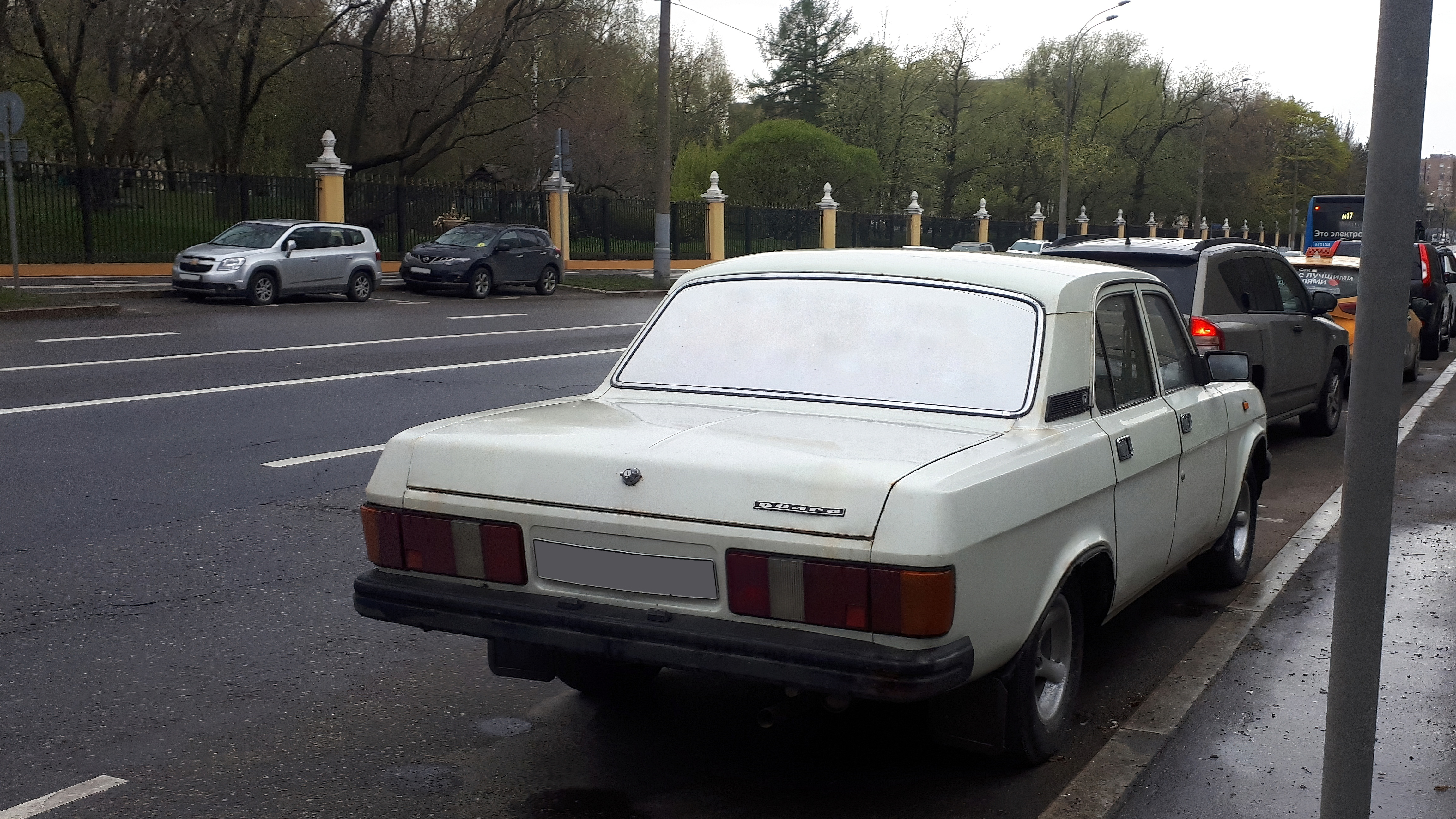

GAZ-31029 a fost o serie de vehicule produse de GAZ din 1992 până în 1998, datorită importurilor de vehicule străine, vehiculul nu a fost foarte popular în comparație cu predecesorul său și, în total, au fost vândute în întreaga lume aproximativ 98.000 de unități. Vehiculul a înlocuit GAZ-3102, însă vehiculul a continuat producția până în 2011. Au existat și versiuni comerciale ale vehiculului, dar doar 1.000 de vehicule comerciale bazate pe GAZ-31029 au fost vândute în întreaga lume. Vehiculul a fost exportat și în Mexic, Cuba, România, Olanda și Bulgaria. În 1998, s-au vândut doar 500 de unități, iar vehiculul a fost înlocuit de modelul Volga GAZ-3110 mai modern, care s-a vândut considerabil mai bine, deoarece avea o calitate a construcției mai bună comparativ cu unii dintre predecesorii săi.